# 3C 273
O 3C 273 foi o primeiro objeto identificado como um quasar, sendo também o quasar opticamente mais brilhante do céu, localizado na constelação de Virgo.
O 3C 273 é um dos objetos mais energéticos e ativos conhecidos, sendo, em média, mais luminoso que 1000 galáxias, cada uma contendo 100 bilhões de estrelas, e está a aproximadamente três bilhões de anos-luz da Terra. O nome 3C 273 significa que é o objeto de número 273 no terceiro catálogo de fontes de rádio de Cambridge.

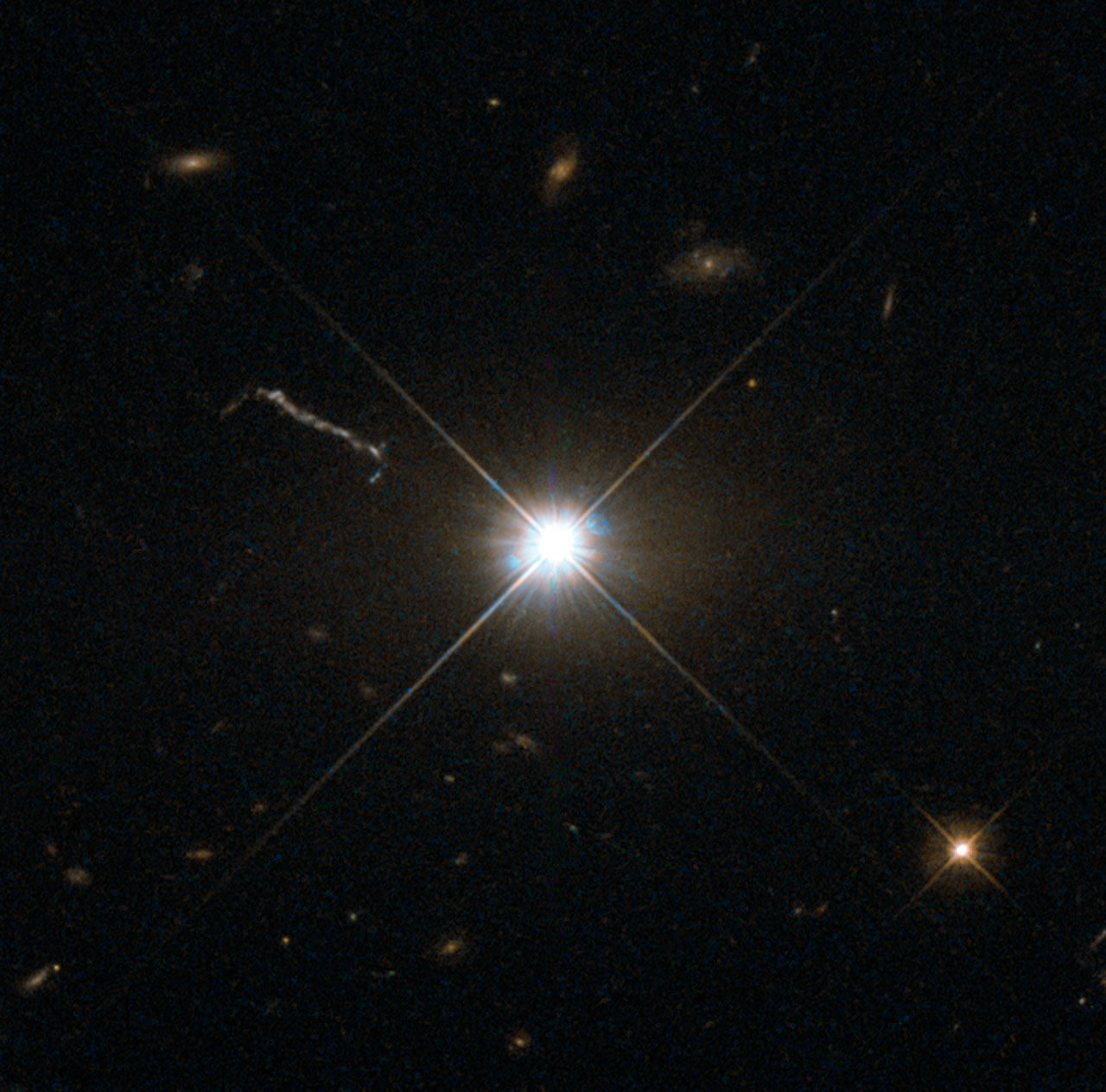
Imagem do quasar 3C 273 e seu jato, obtida pelo telescópio Hubble

## História
Em 1962, o astrônomo Cyril Hazard e seus colegas da Universidade de Sydney, estavam usando um novo método para determinar a posição precisa de uma fonte de rádio no céu. O método envolvia a ocultação da fonte pela lua. Dessa forma, foi determinada a posição da fonte de rádio 3C 273 (composta por dois componentes separados por 20 arcsec) com uma precisão de 1 arcsec. Isso permitiu aos astrônomos a identificação da contraparte óptica deste objeto, que parecia ser uma estrela com magnitude 13, juntamente com um débil "jato". O jato possuía uma largura de 1 a 2 arcsec e se estendia para além da estrela, não sendo visível dentro dos primeiros 11 arcsec da estrela e terminando a 20 arcsec da estrela.
Em 1963, o astrônomo Maarten Schmidt, usando os observatórios de Monte Wilson e Palomar, analisando o espectro deste objeto, percebeu que as linhas de emissão estavam desviadas para o vermelho em 16%, o que indicava que o objeto estava a aproximadamente três bilhões de anos luz da Terra, fora da nossa galáxia e portanto não poderia ser uma estrela. A partir de então, este objeto e outros semelhantes passaram a ser chamados de "objetos quase estelares" ou quasares.